# Atletismo nos Jogos Pan-Americanos de 2011 - Revezamento 4x100 m feminino
A competição do revezamento 4x100 m feminino foi um dos eventos do atletismo nos Jogos Pan-Americanos de 2011, em Guadalajara. Foi disputada no Estádio Telmex de Atletismo no dia 28 de outubro.

## Calendário
Horário local (UTC-6).
| Data          | Horário | Fase  |
| ------------- | ------- | ----- |
| 28 de outubro | 17:35   | Final |

## Medalhistas
|  | BRA Brasil                                                        |  | USA Estados Unidos                                           |  | COL Colômbia                                                  |
|  | Ana Cláudia Lemos Vanda Gomes Franciela Krasucki Rosângela Santos |  | Kenyanna Wilson Barbara Pierre Yvette Lewis Chastity Riggien |  | Lina Flórez Jennifer Padilla Yomara Hinestroza Norma González |

## Recordes
Recordes mundial e pan-americano antes da disputa dos Jogos Pan-Americanos de 2011.
| Tipo                             | Atleta            | Tempo | Local    | Data                 |
| -------------------------------- | ----------------- | ----- | -------- | -------------------- |
|                                  | Alemanha Oriental | 41.37 | Camberra | 6 de outubro de 1985 |
| Recorde dos Jogos Pan-Americanos | Jamaica           | 42.62 | Winnipeg | 30 de julho de 1999  |

## Resultados

### Final
| Pos.              | País               | Atletas                                                               | Tempo | Obs.                  |
| ----------------- | ------------------ | --------------------------------------------------------------------- | ----- | --------------------- |
| Medalha de ouro   | BRA Brasil         | Ana Cláudia Lemos, Vanda Gomes, Franciela Krasucki, Rosângela Santos  | 42.85 | Recorde sul-americano |
| Medalha de prata  | USA Estados Unidos | Kenyanna Wilson, Barbara Pierre, Yvette Lewis, Chastity Riggien       | 43.10 |                       |
| Medalha de bronze | COL Colômbia       | Lina Flórez, Jennifer Padilla, Yomara Hinestroza, Norma González      | 43.44 | Recorde da temporada  |
| 4                 | CUB Cuba           | Roxana Díaz, Nelkis Casabona, Grether Guillén, Dulaimi Odelín         | 43.97 | Recorde da temporada  |
| 5                 | CAN Canadá         | Kerri-Ann Mitchell, Krysha Bayley, Christian Brennan, Angela Whyte    | 44.33 | Recorde da temporada  |
| 6                 | ECU Equador        | Pamela Chalá, Erika Chávez, Daniela Castillo, Celene Cevallos         | 46.18 | Recorde nacional      |
|                   | JAM Jamaica        | Ornella Livingston, Anastasia Le-Roy, Simone Facey, Yanique Ellington | DNF   |                       |
|                   | MEX México         | Gabriela Santos, Jessica Sánchez, Aidée Villareal, Matilde Álvarez    | DNF   |                       |

Legenda
| Recorde mundial                  | Recorde mundial (World record)               |                       | Recorde africano                      | Recorde africano (African) |                                           | Q | Classificado por posição (Qualified) |
| Recorde dos Jogos Pan-Americanos | Recorde pan-americano (Pan-American record)  | Recorde da América    | Recorde da América (Americas)         | q                          | Classificado por melhor tempo (Qualified) |   |                                      |
| Melhor marca do ano              | Melhor marca do ano (World leading)          | Recorde asiático      | Recorde asiático (Asian)              | DNS                        | Não largou (Did not start)                |   |                                      |
| Recorde nacional                 | Recorde nacional (National record)           | Recorde europeu       | Recorde europeu (European)            | DNF                        | Não terminou (Did not finish)             |   |                                      |
| Recorde pessoal                  | Recorde pessoal do atleta (Personal best)    | Recorde da Oceania    | Recorde da Oceania (Oceania)          | DSQ / DQ                   | Desclassificado (Disqualified)            |   |                                      |
| Recorde da temporada             | Recorde da temporada do atleta (Season best) | Recorde sul-americano | Recorde sul-americano (South America) | NM                         | Sem marca (No mark)                       |   |                                      |